# 11월 8일
11월 8일은 그레고리력으로 312번째(윤년일 경우 313번째) 날에 해당한다.

## 사건
- 1519년 - 에르난 코르테스, 테노치티틀란에 진주하다. 황제 몬테수마 2세는 그들을 환영했다.
- 1912년 - 대한인국민회, 샌프란시스코에 중앙총회 설립.
- 1917년 - 레닌이 제1대 인민위원회 위원장의 임기를 시작했다.
- 1923년 - 독일 뮌헨에서 아돌프 히틀러 뮌헨 폭동.
- 1936년 - 프랑코, 스페인 총통 취임
- 1942년 -
  - 미-영 연합군 북아프리카 상륙작전 개시. (횃불 작전)
  - 북아프리카의 독일군, 튀니지로 철수.
- 1943년 -
  - 미군과 일본군 제2차 부갠빌 해전. 과달카날 전투의 일부.
  - 영국 제8군, 산그로 고지 점령
- 1944년 - 독일, 신무기 V-2호 발명.
- 1960년 -
  - 대한민국 민주당 구파, 신당 발기인 대회를 통해 당명을 신민당으로 결정.
  - 존 F. 케네디, 미국 35대 대통령 당선.
- 1965년 - 영국, 사형제 폐지
- 1968년 - EEC 회원국들간 노동자 자유이동 보장
- 1972년 - 동서독 기본조약 가조인
- 1973년 - 국민복지연금법안 확정
- 1980년 - 대한민국 정부, 경제활성화대책 발표.
- 1981년 - 프렘 타이 수상 내한.
- 1983년 - 서울대학교 학생 황정하, 시위하다 추락 사망
- 1984년 - 미국 우주왕복선 디스커버리호 제14차 우주여행 시작
- 1990년 -
  - 1만여 명의 안면도 주민, 핵폐기물 저장시설 설치 반대시위
  - 소련, 국호에서 사회주의 삭제
- 1992년 - 노태우 대통령, 일본에서 미야자와 기이치 총리와 정상회담
- 1995년 -
  - 대한민국, 유엔 안전보장이사회 비상임이사국 선출.
  - 대검, 노태우 전 대통령 비자금 사건과 관련해서 재벌 총수들 소환.
- 1997년 -
  - 북송 일본인처 고향방문단 제1진 15명 도쿄 도착.
  - 리덩후이(李登輝) 총통 워싱턴 포스트의 취재에서 "중화민국은 독립된 주권국가"라고 발언.
- 1999년 -
  - 제21차 사회주의 인터내셔널(SI) 총회, 파리선언 채택.
  - 제68차 인터폴(국제형사경찰기구) 서울총회 열림. (12일까지)
- 2000년 - 일본 적군파 최고 간부 시게노부 후사코 체포
- 2001년 - 김대중 대통령, 새천년민주당 총재직 사퇴 선언
- 2002년 - 유엔 안보리, 이라크 무기사찰 결의안 만장일치로 채택
- 2009년 - 민족문제연구소, 친일인명사전 발간.
- 2010년 - 17동양호 침몰 사고가 일어났다.
- 2016년 - 2016년 미국 대통령 선거가 실시되었다.

## 문화
- 1895년 - 독일의 물리학자 빌헬름 콘라트 뢴트겐이 음극선에 관한 연구를 하다가 우연히 X선을 발견했다.
- 1915년 - 원산 상수도 준공.
- 1949년 - 한국음악가협회 발족.
- 1974년 - 대한민국, 경주 98호분에서 순금제 그릇 출토.
- 1978년 - 대한민국, 관광객 유치 100만 명 돌파.
- 1985년 - KBS 1TV에서 가요무대 첫 방송.
- 1990년 - 새 민영방송 명칭, '서울방송'으로 결정.
- 1993년 - 마이크로소프트에서 윈도우 포 워크그룹 3.11이 출시됨
- 1996년 - MBC TV에서 엄기영 앵커, 평일 MBC 뉴스데스크 마지막 방송. (첫번째)
- 1997년 - 세계 최대인 중국 삼협 댐 물막이공사 완성.
- 1998년 - 이광모 감독 ‘아름다운 시절’, 동경영화제서 금상.
- 2001년 - 전주월드컵경기장 개장.
- 2007년 - 무안국제공항이 개항했다.
- 2010년 - 대한민국의 YTN 사이언스 개국.
- 2012년 - 대한민국에서 2013학년도 대학수학능력시험 시행
- 2014년 - 전북 현대가 제주 유나이티드를 3대 0으로 대파하고 현대 오일뱅크 K리그 클래식 우승을 하였다.
- 2015년 - 아랍에미리트 두바이에서 세계 수영 선수권 대회의 제 19회,20회의 개최지를 결정하였다.
- 2015년 - 일본 삿포로돔에서 제1회 프리미어12대회 개막전이 열림.
- 2022년 - KBO 리그 한국시리즈 6차전에서 SSG 랜더스가 키움 히어로즈를 4대 3으로 꺾고 시리즈 전적 4승 2패로 2018년 이후 4년만에 통산 5번째 우승을 달성하였다.
- 2023년 - 대한민국의 5인조 걸그룹의 전직 멤버 서수진이 솔로 가수로 데뷔하였다.

## 탄생
- 30년 - 로마 제국의 제12대 황제 네르바. (~98년)
- 1555년 - 버마 꾼바웅의 왕 녕얌왕. (~1605년)
- 1621년 - 프랑스의 대귀족 루이 2세 드 부르봉콩데. (~1686년)
- 1803년 - 러시아의 군인 겸 정치가 예프피미 푸탸틴. (~1883년)
- 1847년 - 아일랜드의 소설가 브램 스토커. (~1912년)
- 1848년 - 독일의 수학자이자 철학자 고틀로프 프레게. (~1925년)
- 1859년 - 조선 말기의 정치인 조민희. (~1931년)
- 1884년 - 스위스 정신분석학자 헤르만 로르샤흐. (~1922년)
- 1890년 - 덴마크의 왕자 로젠보리 백작 에리크 왕자. (~1950년)
- 1900년 - 미국의 작가 마거릿 미첼. (~1949년)
- 1904년 - 대한민국의 독립운동가 신언준. (~1938년)
- 1913년 - 대한민국의 화가 김두환.
- 1921년 - 미국의 배우, 영화 감독 진 색스. (~2015년)
- 1922년 - 남아프리카 공화국의 의사 크리스천 버나드. (~2001년)
- 1923년 - 미국의 과학자 잭 킬비. (~2005년)
- 1924년 - 대한민국의 가톨릭 대주교 윤공희.
- 1927년 - 미국의 음악가 패티 페이지. (~2013년)
- 1928년 - 독일의 언론인이자 운동가 우르줄라 하페르베크. (~2024년)
- 1932년 - 프랑스의 배우 스테판 오드랑. (~2018년)
- 1933년 - 일본의 배우 와카오 아야코.
- 1935년 - 프랑스의 배우 알랭 들롱. (~2024년)
- 1936년 - 이탈리아의 배우 비르나 리시. (~2014년)
- 1937년 - 유고슬라비아의 축구 선수 및 지도자 드라고슬라브 셰쿨라라츠. (~ 2019년)
- 1942년
  - 대한민국의 시인 이승훈. (~2018년)
  - 대한민국의 경찰공무원 이수일. (~2005년)
- 1943년 - 잉글랜드의 축구 선수 마틴 피터스. (~2019년)
- 1944년 - 미국의 야구 선수 에드 크레인풀. (~2024년)
- 1946년 - 네덜란드의 축구 선수 거스 히딩크.
- 1947년
  - 대한민국의 소설가 김성동. (~2022년)
  - 미국의 가수 미니 리퍼턴.
- 1948년
  - 일본의 역사학자 이마니시 하지메. (~2022년)
  - 미국의 단거리 선수 존 사이크스. (~2025년)
- 1951년
  - 대한민국의 성우 정명옥.
  - 대한민국의 작곡가 겸 가수 유지연.
- 1953년 - 대한민국의 지휘자 최선용.
- 1954년 - 일본 태생 영국의 작가, 노벨 문학상 가즈오 이시구로.
- 1955년 - 스위스의 축구 선수 기젤라 오에리.
- 1956년 - 영국의 영화 감독 리처드 커티스.
- 1958년
  - 이스라엘의 정치인 요아브 갈란트.
  - 대한민국의 전 금융기관단체인 최효근.
- 1959년 - 대한민국의 기자 유인경.
- 1960년 - 스웨덴의 배우 미카엘 뉘크비스트
- 1961년 - 대한민국의 바둑 기사 안관옥.
- 1963년
  - 아프리카계 미국인 야구 선수 드와이트 스미스. (~2022년)
  - 일본의 전 야구 선수 후지모토 히로시.
- 1965년 - 대한민국의 트로트가수 한혜진.
- 1966년 - 스코틀랜드의 요리사, 방송인 고든 램지.
- 1967년 - 미국의 영화배우 카마 드 로스 리예스. (~2023년)
- 1968년 - 대한민국의 방송인, 전 아나운서 송선경.
- 1970년 - 대한민국의 축구 선수, 현 축구 감독 김태영.
- 1971년 - 미국의 래퍼 테크 나인.
- 1972년 - 대한민국의 변호사, 정치인 이언주.
- 1973년 - 일본의 사업가 시바 고타로.
- 1974년 - 대한민국의 성우 한채언.
- 1975년
  - 대한민국의 아나운서 정우영.
  - 대한민국의 전직 씨름 선수 황규연.
  - 스페인의 축구 선수 호세 마누엘 핀토.
  - 일본의 배우 사카구치 겐지.
- 1977년 - 북마리아나 제도의 축구 선수 니콜라스 스와임.
- 1978년 - 이란의 축구 선수 알리 카리미.
- 1981년
  - 영국의 축구 선수 조 콜.
  - 대한민국의 전 축구 선수 최원권.
- 1982년 - 미국의 조정 선수 수전 프런치어.
- 1983년
  - 대한민국의 배우 김해인.
  - 대한민국의 가수 이현.
  - 러시아의 축구 선수 파벨 포그레브냐크.
- 1987년
  - 대한민국의 기상 캐스터 신소연.
  - 대한민국의 레이싱 모델 이수정.
- 1988년
  - 대한민국의 배우 전수진.
  - 대한민국의 가수 하예나.
  - 대한민국의 가수, 배우 성인규. (~2013년)
- 1989년
  - 프랑스의 축구 선수 모르간 슈네데를랭.
  - 대한민국의 전 스타크래프트 프로게이머 김승현.
- 1990년 - 미국의 가수 SZA.
- 1991년
  - 대한민국의 가수 범주.
  - 대한민국의 아나운서 김윤희.
  - 대한민국의 축구 선수 이민아.
- 1992년 - 대한민국의 가수 다비.
- 1993년
  - 대한민국의 축구 선수 류재문.
  - 대한민국의 가수 지안.
- 1994년 - 대한민국의 전 리그 오브 레전드 프로게이머 다데.
- 1995년 - 일본의 배우, 모델  모모츠키 나시코.
- 1996년
  - 대한민국의 배우 최희진.
  - 미국의 배구 선수 야스민 베다르트가니.
  - 일본의 스키점프 선수 고바야시 료유.
- 1997년
  - 대한민국의 가수 김채원 (에이프릴).
  - 대한민국의 배우 류원.
  - 일본의 야구 선수 오니시 히로키.
- 1998년 - 대한민국의 유튜버 투보.
- 1999년 - 대한민국의 가수 히피쿤다.
- 2000년
  - 중국의 가수 겸 배우 왕위안.
  - 일본의 가수 쿠라노오 나루미.
  - 대한민국의 배구 선수 박혜민.
  - 대한민국의 리그 오브 레전드 프로게이머 카라스.
- 2003년
  - 대한민국의 다이빙 선수 김나현.
  - 영국의 왕족 레이디 루이즈 윈저.
- 2011년 - 대한민국의 아역 배우 정현준.
- 2012년 - 대한민국의 아역 배우 이채빈.

## 사망
- 618년 - 제68대 로마의 교황 교황 아데오다토 1세. (570년~)
- 1226년 - 프랑스의 왕 루이 8세. (1187년~)
- 1517년 - 조선의 문신 이우. (1469년~)
- 1572년 - 조선의 성리학자 기대승. (1527년~)
- 1674년 - 영국의 시인 존 밀턴. (1608년~)
- 1719년 - 프랑스의 수학자 미셸 롤. (1652년~)
- 1890년 - 프랑스의 작곡가 세자르 프랑크. (1822년~)
- 1935년 - 호주의 비행사 찰스 킹스퍼드 스미스. (1897년~)
- 1965년 - 미국의 작곡가 에드가르 바레즈. (1883년~)
- 1986년 - 구 소련 정치인 뱌체슬라프 몰로토프. (1890년~)
- 1993년 - 러시아의 수학자 안드레이 티호노프. (1906년~)
- 2004년
  - 대한민국의 정치인 양극필. (1925년~)
  - 대한민국의 농구 선수 박재현. (1970년~)
- 2009년 - 러시아의 물리학자 비탈리 긴즈부르크. (1916년~)
- 2010년 - 아르헨티나의 군인 에밀리오 에두아르도 마세라. (1925년~)
- 2011년
  - 대한민국의 배우 김추련. (1946년~)
  - 소련과 러시아의 전직 축구 선수 겸 축구 감독 발렌틴 이바노프. (1934년~)
- 2016년 - 조선민주주의인민공화국의 작곡가 리종오. (1943년~)
- 2017년 - 대한민국의 시인 조정권. (1949년~)
- 2019년 - 대한민국의 정치인 김무연. (1921년~)
- 2020년 - 미국의 방송인 앨릭스 트리벡. (1940년~)
- 2021년
  - 대한민국의 정치인 김기배. (1936년~)
  - 미국의 야구 선수 페드로 펠리시아노. (1976년~)
  - 일본의 점술가 호소키 카즈코. (1938년~)
- 2022년 - 러시아의 정치인 빅토르 체르케소프. (1950년~)
- 2023년
  - 대한민국의 싱어송라이터 나히. (1999년~)
  - 대한민국의 정치인 최희욱. (1935년~)
- 2024년
  - 대한민국의 고고학자 이난영. (1934년~)
  - 영국의 영화배우 준 스펜서. (1919년~)

## 기념일
- 국제방사선의 날
- 세계도시생활의 날(World Urbanism Day)

## 출시
- 1993년 - 마이크로소프트의 운영 체제 윈도우 포 워크그룹 3.11

## 같이 보기
- 전날: 11월 7일 다음날: 11월 9일 - 전달: 10월 8일 다음달: 12월 8일
- 음력: 11월 8일
- 모두 보기